# Маккалоу, Дэвид
Дэвид Маккалоу (англ. David McCullough; 7 июля 1933 — 7 августа 2022) — американский писатель, рассказчик, историк и лектор. Дважды получил Пулитцеровскую премию, обладатель Национальной книжной премии и Президентской медали Свободы, высшей награды США для гражданских лиц.
Маккалоу получил степень по английской литературе в Йельском университете. Первую свою книгу «The Johnstown Flood» он написал в 1968 году, затем ещё восемь, некоторые из них о Гарри Трумэне, Джоне Адамсе и Бруклинском мосте. Маккалоу был диктором в нескольких документальных фильмах, например, в фильме «Фаворит» и телепрограмме American Experience. Маккалоу двукратный лауреат Пулитцеровской премии за книги «Трумэн» и «Джон Адамс», которые были адаптированы HBO в фильм и мини-сериал соответственно.

## Биография
Маккалоу родился в районе Пойнт-Бриз в Питтсбурге (шт. Пенсильвания), в семье шотландско-ирландского происхождения Рут (урожденной Ранкин) и Кристиана Хакса Маккаллоу. Он был одним из четырёх сыновей.
Дэвид Маккалоу получил образование в начальной школе Линден Авеню и Академии Шейди Сайд в Питтсбурге. У Дэвида было «чудесное» детство с широким кругом интересов, включая спортивные состязания и рисование мультфильмов. Родители Маккаллоу и его бабушка, которые часто читали ему, познакомили его с книгами в раннем возрасте. Его родители часто говорили об истории, а эту тему, по его словам, следует обсуждать чаще. Маккалоу «любил школу каждый день»; он размышлял над выбором профессии, начиная от архитектора, актёра, художника, писателя и заканчивая юристом, а какое-то время планировал посещать медицинскую школу.
В 1951 году Маккалоу начал посещать Йельский университет. Он говорил, что изучать английский язык в Йельском университете из-за таких преподавателей, как Джон О’Хара, Джон Херси, Роберт Пенн Уоррен и Брендан Гилл было «привилегией». Маккалоу иногда обедал с лауреатом Пулитцеровской премии писателем и драматургом Торнтоном Уайлдером. Уайлдер, говорит Маккаллоу, учил его тому, что компетентный писатель поддерживает «атмосферу свободы» в сюжетной линии, так что читатель не будет предвидеть результат, даже если книга не беллетристика.
Находясь в Йельском университете, он стал участником тайного общества Череп и кости.

## Книги
| Книга                                                   | Год  | Награды |
| ------------------------------------------------------- | ---- | --- |
| The Johnstown Flood                                     | 1968 | |
| The Great Bridge                                        | 1972 | |
| The Path Between the Seas                               | 1977 | Национальная книжная премия — 1978 Francis Parkman Prize — 1978 Samuel Eliot Morison Award — 1978 Cornelius Ryan Award — 1978 |
| Mornings on Horseback                                   | 1981 | National Book Award — 1982 |
| Brave Companions                                        | 1992 | |
| Truman                                                  | 1992 | Пулитцеровская премия за биографию или автобиографию — 1993 The Colonial Dames of America Annual Book Award — 1993            |
| John Adams                                              | 2001 | Pulitzer Prize for Biography or Autobiography — 2002                                                                          |
| 1776                                                    | 2005 | American Compass Best Book — 2005                                                                                             |
| In the Dark Streets Shineth: A 1941 Christmas Eve Story | 2010 | |
| The Greater Journey                                     | 2011 | |
| The Wright Brothers                                     | 2015 | Combs Gates Award — 2016 |

На русском
- Дэвид Маккалоу. Братья Райт. Люди, которые научили мир летать = David Mccullough. The Wright Brothers. — М.: Альпина Нон-фикшн, 2017. — 338 p. — ISBN 978-5-91671-680-1.

## Документальные фильмы
- Фаворит
- American Experience[англ.] 1988—1999[18]
- The Civil War[англ.][18]
- Brooklyn Bridge[англ.]*[19]
- The Statue of Liberty[англ.][20]
- The Congress[англ.][21]